# Stageira
Stágeira (Stagira, franska: Stagire) är en ort i Grekland.   Den ligger i prefekturen Chalkidike och regionen Mellersta Makedonien, i den nordöstra delen av landet, 280 km norr om huvudstaden Aten. Stágeira ligger 518 meter över havet och antalet invånare är 352. Byn har fått sitt namn efter den antika staden Stágeira, som låg åtta kilometer nordost om dagens samhälle och var Aristoteles födelsestad.  
Terrängen runt Stágeira är kuperad, och sluttar österut.  Närmaste större samhälle är Ierissos, 18,1 km sydost om Stágeira. 